# Oreocharis sichuanica
Oreocharis sichuanica är en tvåhjärtbladig växtart som först beskrevs av K.Y. Pan, och fick sitt nu gällande namn av Mich. Möller och A. Weber. Oreocharis sichuanica ingår i släktet Oreocharis och familjen Gesneriaceae. Inga underarter finns listade i Catalogue of Life.